# Lista siturilor arheologice din județul Covasna - F
Lista siturilor arheologice din județul Covasna - F conține toate siturile arheologice din județul Covasna înscrise în Repertoriul Arheologic Național (RAN) și aflate în localități al căror nume începe cu litera F. RAN este administrat de Ministerul Culturii și Patrimoniului Național și cuprinde date științifice, cartografice, topografice, imagini și planuri, precum și orice alte informații privitoare la zonele cu potențial arheologic, studiate sau nu, încă existente sau dispărute.
Puteți căuta un sit din localitățile care încep cu litera F folosind formularul de mai jos sau puteți naviga prin toate siturile din județ la Lista siturilor arheologice din județul Covasna.
| Cod RAN     | Denumire | Localitate                  | Adresă                    | Datare           | Descoperit | Coordonate                                    | Imagine           | Erori            |
| ----------- | --- | --------------------------- | ------------------------- | ---------------- | ---------- | --------------------------------------------- | ----------------- | ---------------- |
| 64078.01.01 | Ruinele bisericii parohiale a satului medieval Dobó de la Filia / ansamblu Ruinele capelei și bisericii gotice (Categorie: locuire civilă) (Tip: biserică) | sat Filia, comuna Brăduț    | Locul Satului             | sec. XIII - XVII |            | 46°11′09″N 25°37′26″E / 46.18583°N 25.62389°E | Încărcați imagine | Raportați eroare |
| 64078.02    | Toporul Coțofeni de la Filia - "Groapa lui Gal" (Categorie: descoperire izolată) (Tip: obiect izolat)                                                      | sat Filia, comuna Brăduț    | Groapa lui Gal            |                  |            |                                               | Încărcați imagine | Raportați eroare |
| 64078.02.01 | Toporul Coțofeni de la Filia - "Groapa lui Gal" / ansamblu Topor de piatră (Categorie: descoperire izolată) (Tip: Topor)                                   | sat Filia, comuna Brăduț    | Groapa lui Gal            | Coțofeni         |            |                                               | Încărcați imagine | Raportați eroare |
| 64372.01.01 | Așezarea geto-dacică de la Fotoș - "Grădina lui Barda" / ansamblu anonim (Categorie: locuire civilă) (Tip: Așezare)                                        | sat Fotoș, comuna Ghidfalău | Grădina lui Barda         | geto-dacică      |            |                                               | Încărcați imagine | Raportați eroare |
| 64372.02    | Așezarea Coțofeni de la Fotoș - "Sat" (Categorie: așezare) (Tip: așezare)                                                                                  | sat Fotoș, comuna Ghidfalău |                           |                  |            |                                               | Încărcați imagine | Raportați eroare |
| 64372.02.01 | Așezarea Coțofeni de la Fotoș - "Sat" / ansamblu anonim (Categorie: așezare) (Tip: Așezare)                                                                | sat Fotoș, comuna Ghidfalău |                           | Coțofeni         |            |                                               | Încărcați imagine | Raportați eroare |
| 64372.03    | Descoperire izolate neolitice la Fotoș-Malul Spart (Categorie: locuire) (Tip: descoperire izolată)                                                         | sat Fotoș, comuna Ghidfalău |                           |                  |            |                                               | Încărcați imagine | Raportați eroare |
| 64372.04    | Descoperire izolate neolitice la Fotoș-pe malul pârâului comunal (Categorie: locuire) (Tip: descoperire izolată)                                           | sat Fotoș, comuna Ghidfalău | pe malul pârâului comunal |                  |            |                                               | Încărcați imagine | Raportați eroare |